# Tituly a vyznamenání Henryka Jabłońského
Henryk Jan Jabłoński, polský politik a historik, obdržel během svého života řadu národních i zahraničních vyznamenání a ocenění. Byl také aktivní na akademické půdě, držitel několika čestných doktorátů a člen několika akademií věd.

## Vyznamenání

### Polská vyznamenání
- Řád grunwaldského kříže III. třídy – 1946[1]
- důstojník Řádu znovuzrozeného Polska  – 1946[2]
- Řád budovatelů lidového Polska – 1964[3]
- velkokříž Řádu znovuzrozeného Polska – 1974[4]
- Medaile Ludwika Waryńského – 1986[5]
- Kříž bojových akcí polských ozbrojených sil na Západě – 1989[6]
- Řád praporu práce I. třídy
- Zlatá Medaile Za zásluhy na národní obraně
- Medaile Komise pro národní vzdělání
- Odznak čestného titulu Zasloužilý učitel Polské lidové republiky
- Medaile 10. výročí lidového Polska
- Medaile 30. výročí lidového Polska
- Medaile 40. výročí lidového Polska
- Odznak 1000. výročí polského státu
- Odznak státní ceny II. třídy – 1955
- Odznak státní ceny I. třídy – 1964

### Zahraniční vyznamenání
- Belgie
  -  velkokříž Řádu Leopolda – 1977[7]
- Bulharsko
  -  Řád Georgiho Dimitrova – 1979[8]
- Československo
  -  Řád Bílého lva IV. třídy, civilní skupina – 8. března 1957[9]
  -  Řád Bílého lva I. třídy s řetězem, civilní skupina – 29. října 1973[9]
- Francie
  -  velkokříž Řádu čestné legie – 1975[10]
- Irák
  -  Řád dvou řek I. třídy
- Kuba
  -  Řád José Martího
- Maďarsko
  -  Řád praporu Maďarské lidové republiky I. třídy
- Mexiko
  -  řetěz Řádu aztéckého orla
- Mongolsko
  -  Řád Suchbátara
- Portugalsko
  -  velkokříž s řetězem Řádu prince Jindřicha – 16. března 1976[11]
- Rakousko
  -  velkohvězda Čestného odznaku Za zásluhy o Rakouskou republiku
- Rumunsko
  -  Řád hvězdy Rumunské socialistické republiky – 1984[12]
- Sovětský svaz
  -  Řád přátelství mezi národy – 1975[13]
  -  Řád Odznak cti – 26. prosince 1979
  -  Řád Říjnové revoluce – 26. prosince 1984[12]
  -  Jubilejní medaile 20. výročí vítězství ve Velké vlastenecké válce 1941–1945
  -  Jubilejní medaile 30. výročí vítězství ve Velké vlastenecké válce 1941–1945
  -  Jubilejní medaile 40. výročí vítězství ve Velké vlastenecké válce 1941–1945
  -  Medaile 60. výročí Ozbrojených sil SSSR
  -  Medaile 70. výročí Ozbrojených sil SSSR
- Sýrie
  -  Řád Umajjovců I. třídy

## Akademické tituly
- doktor historických věd – 1934
- docent – 1947
- habilitovaný doktor – 1948
- řádný profesor – 1950

### Doctor honoris causa
- Lomonosovova univerzita – 1972
- Univerzita Loránda Eötvöse – 1972
- Ekonomická univerzita ve Vratislavi – 1972
- Vratislavská univerzita – 1975
- Jagellonská univerzita – 1980

### Členství v akademii věd
- člen Rumunské akademie věd – 1965
- člen Československé akademie věd – 1965
- člen Ruské akademie věd – 1966
- člen Mongolské akademie věd – 1975